# Episodi di Army Wives - Conflitti del cuore (settima stagione)
La settima ed ultima stagione della serie televisiva Army Wives - Conflitti del cuore è stata trasmessa negli Stati Uniti dal 10 marzo al 9 giugno 2013 su Lifetime.
In Italia, la stagione è stata trasmessa dal 9 luglio al 1º ottobre 2013 in seconda serata su Fox Life. In chiaro è stata trasmessa dal 24 luglio al 1º agosto 2014 su Rai 2.
| nº | Titolo originale   | Titolo italiano         | Prima TV USA   | Prima TV Italia   |
| -- | ------------------ | ----------------------- | -------------- | ----------------- |
| 1  | Ashes to Ashes     | Ceneri alle ceneri      | 10 marzo 2013  | 9 luglio 2013     |
| 2  | From the Ashes     | Dalle ceneri            | 17 marzo 2013  | 16 luglio 2013    |
| 3  | Blowback           | Contraccolpo            | 24 marzo 2013  | 23 luglio 2013    |
| 4  | Hearth and Home    | Casa e focolare         | 31 marzo 2013  | 30 luglio 2013    |
| 5  | Disarmament        | Scelte rigorose         | 7 aprile 2013  | 6 agosto 2013     |
| 6  | Losing Battles     | Battaglie perse         | 14 aprile 2013 | 13 agosto 2013    |
| 7  | Brace for Impact   | Pronti all'impatto      | 21 aprile 2013 | 20 agosto 2013    |
| 8  | Jackpot            | Jackpot                 | 28 aprile 2013 | 27 agosto 2013    |
| 9  | Blood and Treasure | Sangue e vite preziose  | 5 maggio 2013  | 3 settembre 2013  |
| 10 | Reckoning          | La resa dei conti       | 12 maggio 2013 | 10 settembre 2013 |
| 11 | Adjustment Period  | Periodo d'ambientamento | 19 maggio 2013 | 17 settembre 2013 |
| 12 | Damaged            | Tormento                | 2 giugno 2013  | 24 settembre 2013 |
| 13 | All or Nothing     | Tutto o niente          | 9 giugno 2013  | 1º ottobre 2013   |

## Dalle ceneri
- Titolo originale: From the Ashes
- Diretto da:
- Scritto da:

### Trama
Michael, Emmalin, Pamela, Denise, Roland e Roxy si trovano insieme per leggere una lettera lasciata da Claudia Joy e disperdere le sue ceneri nel fiume. In seguito Roxy e Pamela lasciano la base, e Denise è molto provata sia dalla morte di Claudia che dalla partenza delle sue amiche, ulteriormente aggravata dall'allontanamento momentaneo ma imminente di Roland che è stato selezionato per uno studio presso la John Hopkins. Emmalin preoccupata per il padre rifiuta di tornare al college, ma Michael la convince a riprendere la loro vita perché così vorrebbe Claudia Joy.